# Plaza de toros de El Bibio
La plaza de toros de El Bibio está situada en El Bibio, municipio de Gijón, Principado de Asturias (España). Tiene una capacidad de 9258 espectadores.

## Historia

### Orígenes de la tauromaquia en Gijón
La primera corrida de toros se celebró en la plaza de La Corrada, barrio de Cimadevilla, en el año 1660 por motivo de las fiestas patronales de San Pedro. Desde entonces cada fiesta patronal vendría acompañada de este tipo de eventos. En 1862 se construyó en el paseo de Begoña una plaza de toros de madera provisional con capacidad para siete mil personas.

### Origen y construcción de la plaza
La falta de un espacio digno para tales actos provoca que un grupo de adinerados (liderados por el indiano de Pola de Siero Florencio Rodríguez, fundador del Banco de Gijón) se reúna y acuerde construir un coso taurino mediante la creación de la Sociedad Plaza de Toros de Gijón.
El sitio elegido es en los límites del ensanche de Gijón, actual barrio de El Bibio, junto a la carretera de Villaviciosa. La construcción de la plaza de toros se inicia el 3 de enero de 1888 bajo la dirección del arquitecto Ignacio Velasco y el diseño de Carlos Velasco Peyronnet. El coso presentaba un estilo neomudéjar, imperante por aquel entonces en la construcción de las plazas de toros en España, siguiendo el modelo de la plaza de toros de Madrid, hoy desaparecida. El aforo de la plaza era de 10 000 espectadores de pie, siendo la población de la ciudad en aquel momento de 20 000 personas.
Las obras se concluyen y la plaza se inaugura siete meses más tarde, en 1888. Así el 12 de agosto de 1888 se celebra la corrida de inauguración a cargo de los diestros Luis Mazzantini y Rafael Guerra, Guerrita.

### Campo de concentración

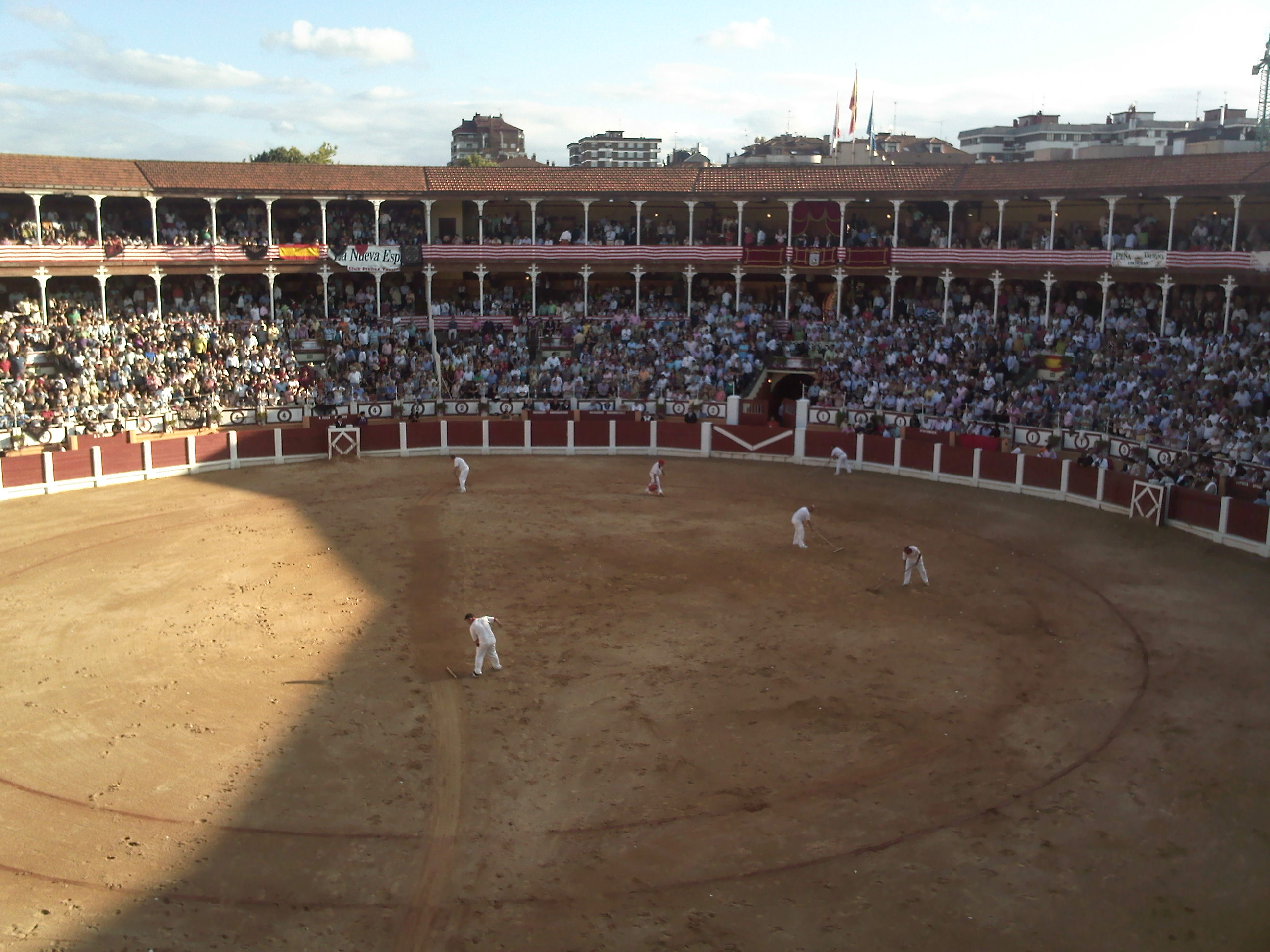
Vista interior de la plaza.

En la Guerra Civil fue destruida parcialmente entre julio y agosto de 1936 en el contexto del asedio a la ciudad. Tras la caída de la ciudad en octubre de 1937 las ruinas fueron aprovechadas por las tropas franquistas para utilizarla como campo de concentración de detenidos entre 1937 y 1938.

### Reconstrucción y actualidad
Tras los daños sufridos por la guerra, la plaza se reconstruye en 1941 bajo proyecto de José Díaz Fernández-Omaña. En 1951 pasa a manos del Ayuntamiento de Gijón. El 20 de marzo de 1992 fue declarada Monumento Histórico Artístico.
En 2021 el Ayuntamiento de Gijón suprimió las actividades taurinas en la ciudad, iniciando un debate sobre el uso alternativo del recinto. En 2022 un informe sobre el mal estado técnico del edificio provoca su cierre preventivo a los otros actos que se pudieran desarrollar en la plaza. En 2023, tras el cambio de gobierno municipal, se retoman los festejos taurinos.

## Descripción

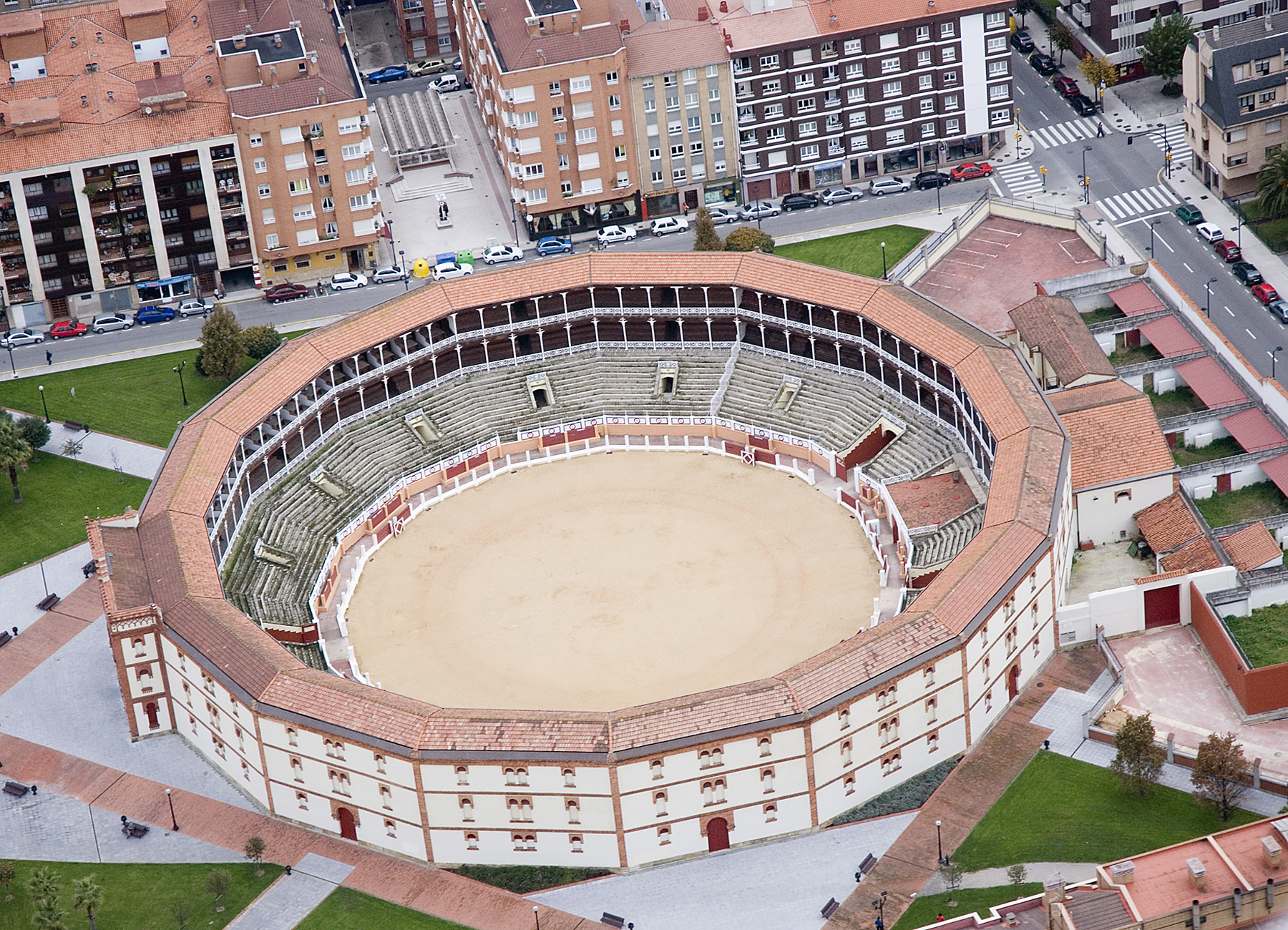
Vista general del edificio.

Se trata del único edificio neomudéjar en Gijón. Cuenta con 16 lados y tres plantas de altura. La puerta de acceso principal se halla al sur del ruedo y es donde se halla la mayor ornamentación del edificio, destacando un gran arco de herradura que ocupa dos plantas. En la zona norte se hallan las cuadras. El resto de fachadas se caracteriza por su sobriedad, con los relieves marcados en ladrillo visto y con ventanas ciegas con arco de herradura.
Todo el entorno está urbanizado con jardines y espacios de esparcimiento peatonal. Enfrente de la plaza se previó construir en 2006 la estación de El Bibio.